# Playa Leona
Playa Leona es un corregimiento del distrito de La Chorrera en la provincia de Panamá Oeste, República de Panamá. La localidad tiene 36 116 habitantes (2023).
El corregimiento fue creado mediante acuerdo N.º 11 del 14 de noviembre de 1909; lleva el nombre de Playa Leona en honor a Leonarda Padilla, una de las primeras fundadoras del lugar. Limita al norte con los corregimientos de  Guadalupe y Barrio Balboa, al sur con el Golfo de Panamá, al este con el corregimiento de Puerto Caimito y al oeste con el distrito de Capira.